# Léon Semmeling
Léon Joseph Semmeling, (Moelingen, Bélgica, 4 de enero de 1940-14 de marzo de 2024) fue un futbolista belga. Se desempeñaba en posición de mediocampista. Desarrolló su carrera en el Standard de Lieja, jugando 449 partidos y marcando 73 goles. También lo entrenó en 1984.

## Selección nacional
Fue internacional con la Selección de fútbol de Bélgica en treinta y cinco ocasiones entre 1961 y 1973, marcando dos goles. Participó en el Mundial de 1970 y en la Eurocopa 1972.

## Clubes
| Club           | País    | Año         |
| -------------- | ------- | ----------- |
| Standard Lieja | Bélgica | 1959 - 1974 |
| UR Namur       | Bélgica | 1974 - 1975 |

## Palmarés

### Campeonatos nacionales
| Título                      | Club              | País    | Año                      |
| --------------------------- | ----------------- | ------- | ------------------------ |
| Primera División de Bélgica | Standard de Lieja | Bélgica | 1961 1963 1969 1970 1971 |
| Copa de Bélgica             | Standard de Lieja | Bélgica | 1966 1967                |